# تي أف 1

شعار TF1 الرابع عشر والسابق من 2007 إلى 2013

شعار TF1 الثالث عشر من عام 1990 إلى عام 2007

تي إف1 (TF1) (té ef un ، 
نطق فرنسي: [te ɛf œ̃]
؛ اختصاراً للتلفزيون الفرنسي 1 Télévision française 1) هي قناة تلفزيونية فرنسية مجانية تملكها مجموعة تي في 1، المملوكة لتكتل بويج إن متوسط حصة تي في1 في السوق البالغة 24٪ يجعلها الشبكة المحلية الأكثر شعبية.
قناة تي إف1 هي جزء من مجموعة تي إف1 لشركات الإعلام الجماهيري، والتي تضم أيضًا القناة الإخبارية إل سي آي LCI. والتي تمتلك مزودها الخاص للبث الفضائي تي بي إس TPS، لكنه بِيع لمجموعة قناة+ .
تعد الشبكة من الداعمين لمبادرة التلفزيون الهجين للبث العريض النطاق HbbTV التي تعزز وتؤسس معيارًا أوروبيًا مفتوحًا لأجهزة فك التشفير الهجينة لاستقبال القنوات الأرضية وتطبيقات الوسائط المتعددة عريضة النطاق بواجهة مستخدم واحدة.

## نبذة تاريخية
كانت تي إف1 القناة التلفزيونية الوحيدة في فرنسا لمدة 28 عامًا، وغالبًا ما غيرت اسمها منذ إنشاء راديو بي تي تي فيجن (Radio-PTT Vision) في 26 أبريل 1935، مما يجعلها واحدة من أقدم محطات التلفزيون في العالم، وواحدة من عدد قليل جدًا من المحطات التلفزيونية قبل حرب محطات التلفزيون التي مازالت قائمة حتى يومنا هذا. غيرت القناة اسمها إلى التلفزيون الوطني لراديو فيجن Radiodiffusion nationale Télévision (RN Télévision) عام 1937، ثم تلفزيون باريس Fernsehsender Paris أثناء الاحتلال الألماني في عام 1943، ومرة أخرى تغير الاسم إلى التلفزيون الفرنسي آر دي إف RDF Télévision française عام 1944، ثمَّ تلفزيون آر تي إف RTF Télévision في عام 1949، والقناة الأولى لآر تي إف la Première chaîne de la RTF في عام 1963 بعد إنشاء القناة الثانية la Première chaîne de l'ORTF في عام 1964 وأخيراً التلفزيون الفرنسي1 Télévision Française 1 (TF1) في عام 1975.

### راديو بي تيتي فيجن (Radio-PTT Vision) (1935-1937)
بدأت هذه الإذاعة عملياتها في 26 أبريل 1935 لتكون أول محطة تلفزيونية في فرنسا، باستخدام نظام تلفاز ميكانيكي مكون من 30 سطرًا يعتمد على قرص نيبكو. شغلته وكالة بي تي تي الفرنسية (French PTT agency) عبر جهاز إرسال موجود فوق برج إيفل، وكان يبث ثلاثة أيام في الأسبوع من 11 صباحًا إلى 11:30صباحًا ومن 8 مساءً إلى 8:30 مساءً وفي أيام الأحد من 5:30 مساءً حتى 7:30 مساءً. في 4 يناير 1937، تغيرت ساعات البث بحيث بُثت البرامج التلفزيونية من الساعة 5 مساءً حتى 10 مساءً من الأربعاء إلى الجمعة، ومن 4 مساءً إلى 8:30 مساءً أو 9 مساءً من السبت إلى الثلاثاء.

### التلفزيون الوطني لراديو فيجن (Radiodiffusion nationale Télévision) (1937-1939)
بعد التجارب الناجحة لنظام التلفزيون الإلكتروني «عالي الدقة» 455 خطًا الذي صممه تومسون هوستون والذي حُسِّنَ عن نظام 405 خطًا الذي صُمم بواسطة ماركوني (EMI-Marconi) في الأصل، أعادت قناة راديو بي تيتي فيجن تسمية ذاتها لتصبح التلفزيون الوطني لراديو فيجنRadiodiffusion nationale Télévision (RN Télévision) في يوليو 1937. ومع ذلك، استمرت عمليات البث باستخدام نظام قرص نيبكو جنبًا إلى جنب مع النظام الإلكتروني الجديد حتى 10 أبريل 1938. في يوليو 1938، حدد مرسوم صادر عن وكالة بي تي تي الفرنسية معيار التلفزيون الأرضي الفرنسي باعتباره يرسل على تردد شديد الارتفاع 455 خطًا (46) ميغاهيرتز، تعديل إيجابي، 25 إطارًا في الثانية)، ليتم اعتمادها في جميع أنحاء فرنسا في غضون ثلاث سنوات. كان اعتماد المعيار الإلكتروني بمثابة نهاية للتلفزيون الميكانيكي في فرنسا، وظهور التلفزيون الإلكتروني للحصول على جودة صورة أفضل بكثير. أوقفت قناة تلفزيون آر إن (RN Télévision) البث فجأة في 3 سبتمبر 1939 بعد دخول فرنسا الحرب العالمية الثانية.

### تلفزيون باريس (Fernsehsender Paris) (1943-1944)
استؤنفت عمليات البث التليفزيوني في فرنسا المحتلة في 7 مايو 1943 باسم تلفزيون باريس (Fernsehsender Paris)، تحت سيطرة القيادة العليا للفيرماخت. كان يبث البرامج باللغتين الألمانية والفرنسية أربعة أيام في الأسبوع من الساعة 10 صباحًا حتى الظهر، ثلاثة أيام في الأسبوع من 3 مساءً حتى 8 مساءً وكل مساء من 8:30 مساءً إلى 10 مساءً. توقف تلفزيون باريس عن البث في 12 أغسطس 1944، قبل أسبوع واحد من تحرير باريس.

### التلفزيون الفرنسي آر دي إف (RDF Télévision française) (1944-1949)
استؤنفت عمليات البث التلفزيوني في فرنسا في 1 أكتوبر 1944 تحت اسم التلفزيون الفرنسي (Télévision française) ، وبعد إنشاء راديو فيجن الفرنسية (Radiodiffusion française) في 23 مارس 1945، أُعيد تسمية الخدمة التلفزيونية باسم التلفزيون الفرنسي آر دي إف (RDF Télévision française). بعد عودة برج إيفل إلى الفرنسيين بعد أن كان في الإدارة الأمريكية بعد تحرير باريس، في 1 أكتوبر 1945، استُئنف البث الرسمي التلفزيوني بساعة واحدة من البرامج كل يوم. في 20 تشرين الثاني (نوفمبر) 194، أصدر وزير الدولة للإعلام فرانسوا ميتران مرسوماً باعتماد معيار نظام التلفزيون التناظري عالي الشدة المكون من 819 سطرًا، والذي كان قيد الاستخدام من عام 1949 حتى عام 1983.

### تلفزيون آر تي إف (RTF Télévision) (1949–1964)
تمت إعادة تسمية راديو فيجن الفرنسية (Radiodiffusion française) باسم تلفزيون راديو فيجن الفرنسي (Radiodiffusion-télévision française) اختصاراً (RTF) في 9 فبراير 1949، وبالتالي بدأ نمو التلفزيون كوسيلة جماعية مقبولة في فرنسا. في 29 مايو 1949، تم بث أول برنامج إخباري على قناة آر تي إف تي في (RTF TV)، وفي 30 يوليو 1949 قُدمت رسوم ترخيص التلفزيون. يمكن للمقيمين الذين يعيشون خارج باريس مشاهدة قناة آر تي إف تي في لأول مرة في فبراير 1952 عندما تم اختيار قناة تلفزيون ليل (Télé Lille) (المعروفة الآن باسم قناة فرنسا3 نورد بادو كاليه France 3 Nord-Pas-de-Calais)، وهي محطة إذاعية إقليمية تعمل منذ 10 أبريل 1950 في شبكة آر تي إف تي في وأصبح أول تتابع آر تي إف خارج باريس.

### القناة الأولى لأو آر تي إف (Première chaîne de l'ORTF) (1964-1975)
بعد إنشاء قناة تلفزيون آر تي إف2 (RTF Télévision 2) (أصبحت اليوم قناة فرنسا 2) في عام 1963، أُعيد تسمية القناة الأولى باسم القناة الأولى لآر تي إف (Première chaîne de la RTF) ، وبعدها عُدِّل الاسم أيضاً إلى القناة الأولى لأو آر تي إف (Première chaîne de l'ORTF)، بعدما افتتحت قناة أو آر تي إف (ORTF)في 25 يوليو 1964. تميزت هذه الفترة بإدخال الإعلانات التجارية في القناة الأولى لأو آر تي إف التي بدأت في 1 أكتوبر 1968. في 8 يناير 1969، أنشأت أو آر تي إف شركة فرعية تسمى الجهورية الفرنسية للإعلام (Régie française de publicité (RFP)) للتعامل مع جميع الإعلانات على قنوات أو آر تي إف.

### تي إف1 TF1 (منذ 1975)
انطلقت قناة تي إف1 (التي كانت تمثل في الأصل (التلفزيون الفرنسي 1) Télévision Française 1)، في 1 يناير 1975 عندما دخل القانون 74-696 في 7 أغسطس 1974 -الذي قسم أو آر تي إف ORTF إلى 7 منظمات- حيز التنفيذ، وتم تغيير العلامة التجارية من القناة الأولى لآو آر تي إف (Première chaîne de l'ORTF) إلى (TF1) وأصبح الاسم الجديد سارياً في 6 يناير 1975. ظهر شعار جديد متعدد الألوان لـ TF1 من تصميم كاثرين شايليه في نفس العام جنبًا إلى جنب مع هويات الرسوم المتحركة سيل، ومن 1976 حتى 1985 استخدمت المعرفات التماثلية التي أُنشئت بواسطة الحاسوب والتي أُنتجت باستخدام نظام التحريك على تي في1 TF1، التي أنشأتها الشركة الأمريكية روبيرت آبيل وترتبط بموسيقى الخلفية من تأليف فلاديمير كوزما. مرة أخرى عام 1975، عُدِّل الشعر الرسمي لتي إف1 ، وأيضاً في 1984 وفي 1987. قُدم التلفزيون الملون لأول مرة إلى تي إف1 TF1 في 1 سبتمبر 1975 عندما وافقت إف آر3 FR3 (الآن فرنسا 3) على توفير بعض برامج الألوان الخاصة بها إلى تي إف1، وتم الانتهاء من التحويل إلى الملون على القناة الأولى عام 1977. منذ خصخصة هذه القناة في عام 1987، لم يعد الاختصار موسعًا، وذلك لتجنب الالتباس مع محطة البث التلفزيوني المملوكة للحكومة فرانس تيليفيزيون. تم الكشف عن شعار تي إف1 الحالي في 2 فبراير 1990، ليحل محل الشعار القديم.وبُثت هذه القناة أيضًا في إيطاليا جنبًا إلى جنب مع قناة المعلومات (La Chaîne Info) على [[ من 2004 إلى ديسمبر 2006.

## النقد
يتهم بعض المعلقين قناة تي إف1 بكونها قناة تجارية شعبوية بشكل مفرط. حيث التركيز الواضح على البرامج الترفيهية «الخفيفة» بدلاً من المحتوى الأكثر جدية، ويُنظر أحيانًا إلى نجاح القناة على أنه تم تأسيسه على شريحة الجمهور ربات المنزل تحت 50 عاماً ( ménagères de moins de 50 ans). يتكون جزء كبير من الجدول الزمني من عروض الألعاب والأفلام الوثائقية المثيرة والنسخ المدبلجة من المسلسلات التلفزيونية. يُنظر إلى الخدمة الإخبارية للقناة على أنها تتكون من أخبار المشاهير وقصص تهم الإنسان أكثر من منافسيها في القطاع العام.
في 16 أبريل 2009، فُصل الموظف المسؤول عن قسم «ابتكار الويب» لانتقاده قانون هادوبي [الإنجليزية] في رسالة بريد إلكتروني خاصة (في 19 فبراير) أرسلها إلى عضو في البرلمان. وأُعلمت إدارة تي إف 1 بالخبر بالبريد الإلكتروني من وزارة الثقافة والاتصال الفرنسية، والتي تعد كريستين ألبانيل (والتي كانت وزيرة لتلك الوزارة) واحدة من واضعي قانون هادوبي.
في عام 2004، أدلى باتريك لو لاي، الرئيس التنفيذي لـ TF1 ، بالبيان التالي حول أهداف القناة:
يزعم منتقدو تي إف 1 أيضًا أن تغطيتها الإخبارية تميل نحو دعم السياسيين اليمينيين - فقد اتهموا على وجه الخصوص بدعم إدوارد بالادور في الانتخابات الرئاسية لعام 1995 ، والمبالغة في الجريمة خلال الحملة الانتخابية لعام 2002 لإمالة التوازن لصالح السابق. الرئيس الفرنسي جاك شيراك، الذي أجرى حملته الانتخابية على أساس برنامج القانون والنظام.
الشخصيات الرئيسية في القناة هم أصدقاء مقربون لبعض أقوى السياسيين في فرنسا، وغالباً ما تثير العلاقة بين بويج ونظام التعاقد في القطاع العام الشكوك. يمكن القول إن الهجرة والعنف مرتبطان في البرامج الإخبارية للقناة. بالإضافة إلى ذلك، يُزعم أحيانًا أن التقارير الإخبارية من القناة تميل إلى تجاهل القضايا التي تلقي ضوءًا سيئًا على مجموعتهم الأم (بويج)، مع التأكيد على مشاكل المنافسين (مثل فينشي (شركة)).
كانت مثل هذه الانتقادات شديدة في العرض الساخر لي غينيول دو لانفو، الذي بُثَّ على الشبكة المنافسة كنال+ . ومع ذلك، تتنافس تي إف 1 الآن في هذه الفئة مع إم 6 ، والتي كانت في البداية قناة عامة تركز على البرامج الموسيقية، ولكن لديها الآن برمجة أكثر شبهاً بـقناة تي إف 1 TF1 (على وجه الخصوص، يظهر الواقع أن TF1 بدأ العمل بعد أن قدمها إم 6 مباشرة).

## البرامج

### فرنسا
- لو جورنال في الساعة 13:00 والساعة 20:00 - معظم الأخبار التلفزيونية التي يتم بثها في أوروبا.
- من سيربح المليون؟ (النسخة الفرنسية)
- محارب النينجا
- ذا فويس
- كوه لانتا
- غداً ملك لنا وهنا نبدأ Ici Tout Commence
- قسم البحوث
- المغني المقنع
- الرقص مع النجوم (Danse avec les stars)
- الجمعة كل شيء مباح. (Vendredi tout est Permis)

### مسلسلات الأطفال
- غازون
- كيكومبا: تاج داون
- مستوى ماركوس
- معجزة: حكايات الخنفساء والقط نوير
- سوبر وينجز
- دورية مخلب (باو باترول، لا باترول)
- آبي هاتشر
- قلعة الألعاب (لو شاتو ماجيك)

### رياضة

#### أحداث رياضية متعددة
- الألعاب الأولمبية
- الالعاب الخاصة بذوي الاحتياجات الخاصة

#### اتحاد كرة القدم
- اتحاد كرة القدم
  - كأس العالم لكرة القدم للرجال
    - النهائيات (مباريات مختارة (بما في ذلك جميع مباريات فريق فرنسا (إذا تأهلت))، مرخصة بالاشتراك مع بي إن سبورتس فرنسا)
    - تصفيات (ما يصل إلى خمس مباريات فرنسا فقط (مباريات فرنسا الأخرى مباشرة على إم 6)، والمباريات الأخرى التي لا يشارك فيها فريق فرنسا مباشرة على TFX وTMC وW9 وليكيب)

  - كأس العالم للسيدات (مباريات مختارة في البطولة النهائية فقط، مرخصة بالاشتراك مع كنال+)
- الاتحاد الأوروبي لكرة القدم
  - ملك الرجال
    - بطولة أمم أوروبا
      - النهائيات (مباريات مختارة، مشتركة مع إم 6 ومرخصة بالاشتراك مع بي إن سبورتس فرنسا)
      - تصفيات (أربع مباريات من اختيار فرنسا فقط، في سبتمبر 2019 تم بث الاختيار الثاني (اختيار أربع ثوان واختيار واحد مباشر على إم 6)، ومباريات أخرى لا تتضمن فرنسا مباشرة على TFX وTMC وW9 وL'Equipe)

    - دوري الأمم الأوروبية (مباريات فرنسا خارج الأرض فقط في 2018-19 (المباريات على أرضه مباشرة على إم 6)، والمباريات الأخرى التي لا تشمل فرنسا مباشرة على TFX - TMC - W9 (بما في ذلك النهائيات) وليكيب (مرحلة المجموعات فقط))
    - دوري أبطال أوروبا UEFA (نهائي فقط، عاد مرة أخرى في 2019-20 حتى 2023-2024، مرخص من الشركة الفرنسية للاتصالات (2020 و 2021) وكنال+ - بي إن سبورتس فرنسا (2022 حتى 2024))

  - للنساء
    - بطولة أوروبا UEFA (مباريات مختارة في البطولة النهائية فقط، مرخصة بالاشتراك مع كنال+) [5]
- منتخب فرنسا لكرة القدم (تم اختيار دوري الأمم، والتصفيات، والمباريات الودية، ومباريات أخرى مباشرة على إم 6 ، في 2019 مباراة ودية واحدة مباشرة على TMC

#### الركبي
- كأس العالم للرجبي (مشتركة مع TMC في عام 2019)

#### كرة اليد
- الاتحاد الدولي لكرة اليد للرجال والنساء في بطولة العالم (فرنسا مباريات في نهائيات البطولة فقط (إذا كان مؤهلا) حتى عام 2025، مرخصة من بي إن سبورتس فرنسا) [6]

- الاتحاد الأوروبي لكرة اليد للرجال والنساء في بطولة كأس الامم الأوروبية (فرنسا مباريات في نهائيات البطولة فقط (إذا كان مؤهلا) حتى 2024، مرخصة من BEIN الرياضة) [7]

#### كرة القدم الأمريكية
- الدوري الوطني لكرة القدم الأمريكية (سوبر بول فقط من 2019، مرخصة من بي إن سبورتس فرنسا) [8]

#### سباق السيارات
- الفورمولا واحد (ثلاثة سباقات فقط (بما في ذلك سباق الجائزة الكبرى الفرنسي) حتى عام 2020 مع جائزة موناكة الكبرى مباشر على TMC ، مرخص من مجموعة كنال +)

#### هوكي الجليد
- بطولة العالم لهوكي الجليد - قناة + بعض المباريات على TMC وإم 6